# René Marcel de Ribet
René-Marcel de Ribet, né à Arzew le 21 mai 1894 et décédé en France le 19 février 1967 à Montpellier, est un anatomiste de l'École d'Alger.